# Morelos
Morelos é um dos 31 Estados do México, localizado no centro do país. Foi fundado em 16 de abril de 1869. Com uma área 4893 km², é o segundo estado menos extenso do país, e tem uma densidade de 363,22 hab/km², sendo o segundo mais densamente povoado, atrás do Estado do México. A sua capital é a cidade de Cuernavaca.